# Marguerite de Valois
Marguerite de Valois coneguda com "Mademoiselle de Belleville" (1407 – després de 1448, fou la filla il·legítima del rei de França Carles VI i de la seva amant Odette de Champdivers.

## Biografia
El 1418, el rei va oferir una anualitat a Odette de Champdivers i Marguerite de Valois, la seva filla. D'abril a octubre de 1422, el govern moribund de Carles VI de França va destinar a Marguerite de Valois la suma de cinc-centes lliures anuals, per a la seva vida, a més de les obtingudes del peatge de Saint-Jean-de-Losne.
Després de la mort del rei l'octubre de 1422, Odette i la seva filla van perdre la pensió i aquell dret. Llavors busquen refugi amb el duc de Borgonya. Aleshores, les dues dones són acusades i jutjades per conspirar i espiar per a França. Després de 1424, Marguerite i la seva mare es refugiaren al Delfinat.
Carles VII de França la legitimà per cartes de gener de 1428, a Montrichard.
L'any 1428, Marguerite es va casar amb Joan III Harpedanne, senyor de Belleville-en-Poitou i Montaigu, senescal de Saintonge, camarlenc de Carles VII de França, fill de Joan II Harpedanne, senyor de Belleville, i de Jeanne de Mussidan. Pel seu contracte matrimonial li prometen vint mil monedes d'or.